# ريتشارد بيركلاند
ريتشارد بيركلاند (بالنرويجية البوكمول: Richard Birkeland)‏ هو بروفيسور ورياضياتي نرويجي، ولد في 1879 في فارسوند في النرويج، وتوفي في 1928 في أوسلو في النرويج.